# In Silico (album)
Ne doit pas être confondu avec In silico.
Albums de Pendulum
Hold Your Colour
(2005) Immersion
(2010)
In Silico est le second album du groupe de drum and bass australien Pendulum, après le best seller Hold Your Colour.
Il est sorti le 12 mai 2008.  Quatre singles issus de cet album sont sortis, Granite, Propane Nightmares, The Other Side et Showdown, chacun accompagné d'un clip.

## Titres de l'album
Toutes les chansons sont écrites et composées par Rob Swire.
| 1.    | Showdown           | 5:27 |
| 2.    | Different          | 5:51 |
| 3.    | Propane Nightmares | 5:13 |
| 4.    | Visions            | 5:36 |
| 5.    | Midnight Runner    | 6:55 |
| 6.    | The Otherside      | 5:15 |
| 7.    | Mutiny             | 5:09 |
| 8.    | 9,000 Miles        | 6:26 |
| 9.    | Granite            | 4:41 |
| 10.   | The Tempest        | 7:27 |
| 57:55 |                    |      |

| Special Edition | Special Edition                                 | Special Edition | Special Edition | Special Edition | Special Edition | Special Edition | Special Edition | Special Edition | Special Edition |
| No              | Titre                                           | Durée           |                 |                 |                 |                 |                 |                 |                 |
| --------------- | ----------------------------------------------- | --------------- | --------------- | --------------- | --------------- | --------------- | --------------- | --------------- | --------------- |
| 11.             | Propane Nightmares (VIP Remix)                  | 5:22            |                 |                 |                 |                 |                 |                 |                 |
| 12.             | Propane Nightmares (Celldweller Remix)          | 5:34            |                 |                 |                 |                 |                 |                 |                 |
| 13.             | Propane Nightmares music video (Edit)           |                 |                 |                 |                 |                 |                 |                 |                 |
| 14.             | Granite live video (from the Electric Ballroom) |                 |                 |                 |                 |                 |                 |                 |                 |
| 68:48           |                                                 |                 |                 |                 |                 |                 |                 |                 |                 |

| iTunes Edition bonus track | iTunes Edition bonus track             | iTunes Edition bonus track | iTunes Edition bonus track | iTunes Edition bonus track | iTunes Edition bonus track | iTunes Edition bonus track | iTunes Edition bonus track | iTunes Edition bonus track | iTunes Edition bonus track |
| No                         | Titre                                  | Durée                      |                            |                            |                            |                            |                            |                            |                            |
| -------------------------- | -------------------------------------- | -------------------------- | -------------------------- | -------------------------- | -------------------------- | -------------------------- | -------------------------- | -------------------------- | -------------------------- |
| 11.                        | Propane Nightmares (VIP Remix)         | 5:22                       |                            |                            |                            |                            |                            |                            |                            |
| 12.                        | Propane Nightmares (Celldweller Remix) | 5:34                       |                            |                            |                            |                            |                            |                            |                            |
| 13.                        | Propane Nightmares (VST Remix)         | 4:48                       |                            |                            |                            |                            |                            |                            |                            |
| 14.                        | Granite (Music Video)                  |                            |                            |                            |                            |                            |                            |                            |                            |
| 15.                        | Propane Nightmares (Music Video)       |                            |                            |                            |                            |                            |                            |                            |                            |
| 16.                        | In Silico Showcase                     | 5:24                       |                            |                            |                            |                            |                            |                            |                            |
| 90:04                      |                                        |                            |                            |                            |                            |                            |                            |                            |                            |

| In Silico EP | In Silico EP    | In Silico EP | In Silico EP | In Silico EP | In Silico EP | In Silico EP | In Silico EP | In Silico EP | In Silico EP |
| No           | Titre           | Side         | Durée        |              |              |              |              |              |              |
| ------------ | --------------- | ------------ | ------------ | ------------ | ------------ | ------------ | ------------ | ------------ | ------------ |
| 1.           | Showdown        | A            | 5:27         |              |              |              |              |              |              |
| 2.           | Visions         | B            | 5:36         |              |              |              |              |              |              |
| 3.           | Midnight Runner | C            | 6:55         |              |              |              |              |              |              |
| 4.           | 9,000 Miles     | D            | 6:26         |              |              |              |              |              |              |
| 24:24        |                 |              |              |              |              |              |              |              |              |